# Partita (Weinberg)
Partita opus 54 is een compositie van Mieczysław Weinberg die hij voltooide in 1954.
De partita kent een AB-verhouding. De eerste vijf deeltjes zijn intiem en ingetogen, de tweede vijf zijn uitbundig en virtuoos, op de aria na, dat teruggrijpt op de prelude. Weinberg stond onder invloed van Dmitri Sjostakovitsj en dat is in dit werk terug te vinden in de strakke mars. Het werk kwam tot stand gedurende of vlak nadat Weinberg uitvoerig werd ondervraagd en opgesloten door het Stalinregime. Sjostakovitsj en Levon Atovnyan hielpen hem zo goed als mogelijk en moesten tegelijkertijd voorkomen dat ze eenzelfde lot toebedeeld kregen. Weinberg kwam echter pas vrij nadat Stalin was overleden. 
De partita kwam in tien delen: Prelude, Chorale, Serenade, Sarabande, Intermezzo, Mars, Aria, Ostinato, Etude en Canon.
Het werk is nooit uitgegeven en ook opnamen zijn zeer schaars. De uitgave van Grand Piano gaf aan dat het de eerste opname is. Die vond plaats in 2009 en 2010, maar dan wel ingebed in de opnamen van het totale oeuvre van Weinberg voor de piano. 